# يس-ر
ياسر رشدي (بالهولندية: Yes-R) (بالأحرف اللاتينية Yesser Roshdy) والمعروف باسمه الفني يس-ر (بالأحرف اللاتينية Yes-R) هو مؤدي راب هولندي معروف من أصل مغربي - مصري مولود في أمستردام، هولندا في 2 نوفمبر/تشرين الثاني 1986، كما هو أيضا مقدّم على التلفزيون وممثل سينمائي. هو من أقارب الرابر الهولندي المغربي الأصل علي-ب وتأثر به منذ صغره، فبدأ بموسيقى الراب وكان عمره 12 سنة. انضم إلى فريق الهيب هوب D-Men لعدة سنوات قبل أن ينفرد بالعمل. ومثل في عدة أفلام أهمها 'N Beetje Verliefd بدور رئيسي كـ«عمر» وأيضا في فيلم Gangsterboys بدور رابر تركي اسمه «أبو».

## وصلات خارجية
- يس-ر على موقع IMDb (الإنجليزية)
- يس-ر على موقع ميوزك برينز (الإنجليزية)
- يس-ر على موقع ديسكوغز (الإنجليزية)

- الموقع الرسمي